# Осипов, Василий Иванович (1918)
Василий Иванович Осипов (1 мая 1918 — 6 января 1944) — командир роты 38-го танкового полка, участник Великой Отечественной войны, Герой Советского Союза.

## Биография
Родился 1 мая 1918 года в селе Юнгеровка ныне Лысогорского района Саратовской области.
Окончил Сызранское танковое училище в 1942 году. Воевал на Калининском, Северо-Западном и 2-м Прибалтийском фронтах.
В начале января 1944 года подразделение Осипова принимало участие в наступлении на 2-м Прибалтийском фронте в районе города Новосокольники. Рота Осипова своими действиями спасла от немцев жителей 18-ти поселений. Отличился в бою за деревню Петушки. Рота Осипова зашла в тыл противника, который занял оборону в деревне. Противник был окружён и полностью уничтожен. Танк Осипова загорелся, но он продолжал бой. Погиб в бою от вражеского снаряда 6 января 1944 года.
Звание Героя Советского Союза присвоено посмертно 4 июня 1944 года «за нанесение большого урона противнику, за то, что, будучи раненым, не покинул поле боя и продолжал сражаться с врагом до последних минут своей жизни».

## Награды
- Медаль «Золотая Звезда»;
- орден Ленина;
- орден Отечественной войны 1-й степени;
- орден Красной Звезды.

## Память
- В саратовском микрорайоне СХИ установлен памятник.
- Улица в микрорайоне СХИ в Саратове.